# ディスクレ
ディスクレとは、船積書類と信用状の内容が一致していないこと。デスクレともいう。「不一致」を意味するディスクレパンシー (discrepancy) の略。
信用状は厳密な書類取引であるため、輸出者が取引銀行に呈示した信用状と船積書類の内容にディスクレがある場合、銀行は荷為替手形を買い取らない。しかしながら、ディスクレの内容が軽微である場合は、銀行は信用状の発行依頼人に電信等で内容を照会し、買取をすることができる（電信照会）。また、輸出者が銀行に、代金支払いが拒絶された場合には荷為替手形を買い戻すことを保証する旨の保証書（Letter of Guarantee: L/G）を差し入れさせることにより、荷為替手形を買い取ることもある（L/Gネゴ）。